# E-Wolf
Die e-Wolf GmbH ist ein Entwicklungsdienstleister für Produkte, die Lithium-Ionen-Batterien als Energiequelle nutzen. Das 2008 unter diesem Namen gegründete Unternehmen wurde im April 2016 durch die Solarwatt GmbH übernommen und firmierte bis 2024 unter der Bezeichnung Solarwatt Innovation GmbH. Im Jahr 2024 verkaufte Solarwatt das Unternehmen wieder, das seitdem vom bisherigen Management und unter dem Gründungsnamen weitergeführt wird. Sitz des Unternehmens war bis Ende 2019 Frechen bei Köln. Seit Dezember ist der Firmensitz in Hürth-Kalscheuren bei Köln.
Die Kooperation von e-Wolf und SOLARWATT begann im Jahr 2014; e-Wolf belieferte seinerzeit SOLARWATT mit Batteriemodulen für den SOLARWATT-Stromspeicher „MyReserve“. Mit der Akquisition von e-Wolf durch das Dresdener Photovoltaik-Unternehmen SOLARWATT ging die Gründung eines Technologiezentrums unter der Bezeichnung „SOLARWATT INNOVATION“ mit Sitz in Frechen bei Köln (dem bisherigen Stammsitz von e-Wolf) einher. Die Produktion der Batteriespeicher wurde unter dem Namen „SOLARWATT MyReserve“ weitergeführt. Bis dato war die Montage von Autos und eine ständige Verkaufsausstellung von e-Wolf in Frechen angesiedelt. Der Bau von Elektroautos wurde nicht fortgesetzt. Jedoch wurde die e-Wolf-Belegschaft vom neuen Mutterkonzern übernommen. In der Vergangenheit verarbeitete die Firma e-Wolf Lithium-Ionen-Batteriezellen des deutschen Herstellers Li-Tec Battery, deren Produktion jedoch 2015 eingestellt wurde. 

## Frühe Produkte des Unternehmens
Das Unternehmen erregte Aufsehen, als es auf der IAA 2009 den Sportwagenprototypen e-Wolf E 1 vorstellte, den es von DTM-Fahrer Johannes Seidlitz hatte testen lassen. Der weiße, offene Rennwagen wurde entwickelt und präsentiert zusammen mit dem Institut für Leichtbau und Kunststofftechnik der TU Dresden, dem Leichtbau-Zentrum Sachsen GmbH, und der Li-Tec Battery GmbH. Das Fahrzeug verbindet ein Ultraleichtbau-Chassis aus einer Carbon-Aluminium-Konstruktion mit Flachzellentechnik, Carbonfelgen, Formelsport-Technologie und Straßenzulassung. Der E 1 weist eine Beschleunigung von Null auf 100 km/h in unter fünf Sekunden auf.

## Ehemalige Fahrzeugpalette
Die Firma e-Wolf bot drei Elektrosportwagen ihrer Serie Alpha-Race, einen PKW und einen Van in ihrer Serie Delta-Fleet, vier Transporter der Serie Omega-Cargo und drei Elektroroller in der Serie Sigma-Scoot zum Verkauf an.

### Alpha-Race

#### e-Wolf Alpha 1 SRF
Der offene einsitzige Sportwagen e-Wolf Alpha 1 SRF (Silent Radical Force) mit einer Karosserie und einer Auslegung nach dem Reglement der britischen Radical-Rennserie vereint einen Elektromotor mit 280 kW mit einem Drehmoment von 800 Nm mit einem Gesamtgewicht von 970 kg. Der Wagen wird für 215.000 Euro plus MwSt. zum Verkauf angeboten und dient der Firma außerdem auch als Werbeträger. So ließ man ihn z. B. erfolgreich in einem Beschleunigungsrennen von 0 auf 230 km/h gegen den Porsche 911 GT3 Cup Edition antreten, der mit seinem Gewicht von 1200 kg und 320 kW (435 PS) unterlag. Der ALPHA 1 SRF wurde von e-Wolf unter Mitwirkung von ehemaligen KERS-Entwicklern der Toyota Formel 1 entwickelt.
Der Wagen weist eine Höchstgeschwindigkeit von 230 km/h und eine Reichweite von 300 km (NEFZ) auf. Die Antriebsbatterie des Modells BM 40-2-144 Li-Keramik verfügt über eine Kapazität von 41,5 kWh bei einem Gewicht von 350 kg. Die beiden Elektromotoren vom Typ PM-N70P140 verfügen zusammen über eine Dauerleistung von 140 kW, eine Spitzenleistung (30 s) von 280 kW und ein Drehmoment von 800 Nm. Die maximale Rekuperationsleistung beträgt 30 kW.

### Delta-Fleet

#### Delta 1
Der Delta 1 ist ein Viersitzer-Kleinwagen. Der aus einem Fiat Panda in ein Elektroauto umgebaute Wagen, der eine Höchstgeschwindigkeit von 110 km/h und eine Reichweite von 105 km (NEFZ) aufweist, wurde 2010 für 46.053 Euro angeboten. Die Antriebsbatterie des Modells BM 40-96 Li-Keramik verfügt über eine Kapazität von 13,8 kWh bei einem Gewicht von 117 kg. Der Elektromotor AS-N18P36 verfügt über eine Dauerleistung von 18 kW, eine Spitzenleistung (30 s) von 36 kW und ein Drehmoment von 60 Nm. Die maximale Rekuperationsleistung beträgt 18 kW.

#### Delta 2

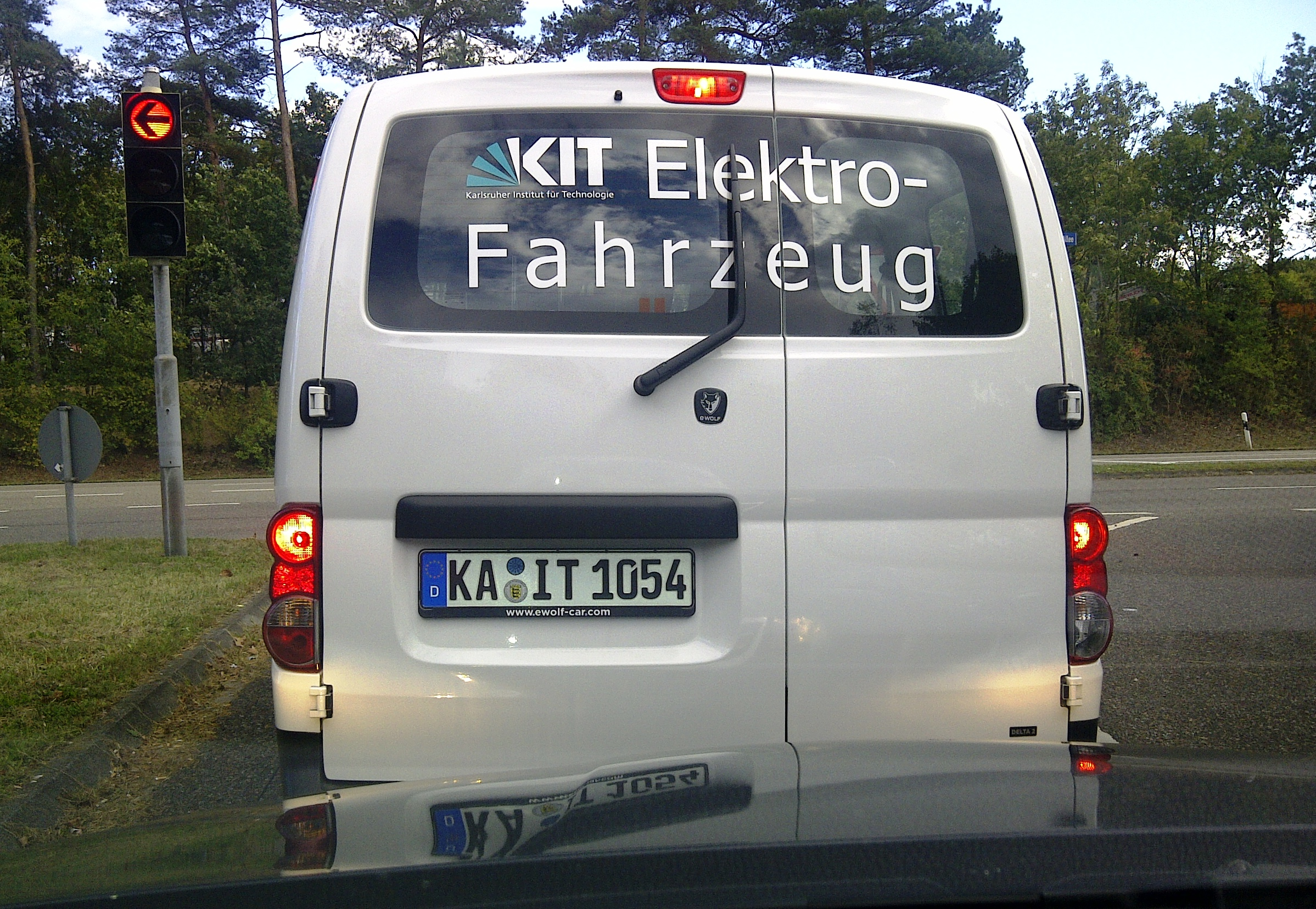
E-Wolf Van

Der Delta 2 Shuttle ist ein Van. Der aus einem Nissan NV200 in ein Elektro-Nutzfahrzeug umgebaute Wagen, der eine Höchstgeschwindigkeit von 110 km/h und eine Reichweite von 154 km (NEFZ) aufweist, wurde 2010 für 70.150,50 Euro angeboten. Die Antriebsbatterie des Modells BM 40-168 Li-Keramik verfügt über eine Kapazität von 24,2 kWh bei einem Gewicht von 210 kg. Der Elektromotor DPE13-200-12-POW verfügt über eine Dauerleistung von 60 kW, eine Spitzenleistung (30 s) von 90 kW und ein Drehmoment von 300 Nm. Die maximale Rekuperationsleistung beträgt 25 kW.

### Omega-Cargo

#### Omega-Mini
Der Omega-Mini ist ein Kleintransporter mit einer Zuladung von nur 325 kg für innerbetrieblichen Werksverkehr, Fahrten in Messehallen oder Arbeiten in ruhigen Arealen, wie z. B. öffentlichen Parkanlagen. Der Zweisitzer mit kleiner Pritsche, der eine Höchstgeschwindigkeit von 45 km/h und eine Reichweite von 65 km aufweist, wurde 2010 für 21.955,50 Euro angeboten. Die Antriebsbatterie des Modells FA 100-6 LG verfügt über eine Kapazität von 7,2 kWh bei einem Gewicht von 205 kg. Der Elektromotor AS-N4P8 verfügt über eine Dauerleistung von 4 kW, eine Spitzenleistung (30 s) von 8 kW und ein Drehmoment von 90 Nm. Die maximale Rekuperationsleistung beträgt 4 kW.

#### Omega 0.7
Der Omega·0.7 aus der Cargo-Serie bietet eine Ladefläche für zwei Europaletten und verfügt über eine Ladekapazität von 613 kg. Der Wagen, der eine Höchstgeschwindigkeit von 140 km/h und eine Reichweite von 180 km (NEFZ) aufweist, wurde 2010 für 68.960,50 Euro angeboten. Die Antriebsbatterie des Modells BM 40-168 Li-Keramik verfügt über eine Kapazität von 24,2 kWh bei einem Gewicht von 210 kg. Der Elektromotor PM-N70P140 verfügt über eine Dauerleistung von 60 kW, eine Spitzenleistung (30 s) von 90 kW und ein Drehmoment von 400 Nm. Die maximale Rekuperationsleistung beträgt 30 kW.

#### Omega 1.3
Der Omega·1.3 aus der Cargo-Serie verfügt über eine Ladekapazität von 1300 kg. Der Wagen, der eine Höchstgeschwindigkeit von 80 km/h und eine Reichweite von 100 km (NEFZ) aufweist, wurde 2010 für 51.765 Euro angeboten. Die Antriebsbatterie des Modells FA 200-26 Li verfügt über eine Kapazität von 19,2 kWh bei einem Gewicht von 180 kg. Der Elektromotor AS-N18P31 verfügt über eine Dauerleistung von 18 kW, eine Spitzenleistung (30 s) von 31 kW und ein Drehmoment von 60 Nm. Die maximale Rekuperationsleistung beträgt 18 kW.

#### Omega 1.4
Der Omega·1.4, ein LKW der 3,5-Tonnen-Klasse aus der Cargo-Serie, verfügt über eine Ladekapazität von 1400 kg. Der Wagen, der eine Höchstgeschwindigkeit von 100 km/h und eine Reichweite von 150 km (NEFZ) aufweist, wurde 2010 in der Basisversion ab 83.276,20 Euro angeboten. Die Antriebsbatterie des Modells BM 40-168 Li-Keramik verfügt über eine Kapazität von 24,2 kWh bei einem Gewicht von 210 kg. Der Elektromotor PM-N70P140 verfügt über eine Dauerleistung von 75 kW, eine Spitzenleistung (30 s) von 140 kW und ein Drehmoment von 400 Nm. Die maximale Rekuperationsleistung beträgt 40 kW.